# IC 5221
IC 5221 је елиптична галаксија у сазвјежђу Тукан која се налази на листи објеката дубоког неба у Индекс каталогу.
Деклинација објекта је - 65° 54' 15" а ректасцензија 22h 28m 57,9s. Привидна величина (магнитуда) објекта IC 5221 износи 14,9 а фотографска магнитуда 15,9. IC 5221 је још познат и под ознакама ESO 109-5, AM 2225-660, PGC 68967.